# Лаканш
Лака́нш (фр. Lacanche) — коммуна во Франции, находится в регионе Бургундия. Департамент коммуны — Кот-д’Ор. Входит в состав кантона Арне-ле-Дюк. Округ коммуны — Бон.
Код INSEE коммуны — 21334.

## Население
Население коммуны на 2010 год составляло 594 человека.
| 1962 | 1968 | 1975 | 1982 | 1990 | 1999 | 2010 |
| ---- | ---- | ---- | ---- | ---- | ---- | ---- |
| 888  | 943  | 972  | 808  | 626  | 626  | 594  |

## Экономика
В 2010 году среди 349 человек трудоспособного возраста (15—64 лет) 231 были экономически активными, 118 — неактивными (показатель активности — 66,2 %, в 1999 году было 70,2 %). Из 231 активных жителей работали 204 человека (111 мужчин и 93 женщины), безработных было 27 (13 мужчин и 14 женщин). Среди 118 неактивных 24 человека были учениками или студентами, 54 — пенсионерами, 40 были неактивными по другим причинам.